# غرب باكستان
يُعد غرب باكستان (بالإنجليزية: West Pakistan) المقاطعة الغربية من دولة باكستان في الفترة ما بين عامي 1955 و1970، والتي كانت تغطي أراضي باكستان الحالية. تشكلت حدود المقاطعة البرية مع كل من أفغانستان والهند وإيران، في حين كانت لها حدود بحرية مع سلطنة عمان في خليج عمان ضمن بحر العرب.
عقب استقلالها عن الراج البريطاني، تشكلت دولة باكستان الجديدة ككيان جغرافي منفصل إلى جزأين غير متصلين، هما الجناحان الشرقي والغربي، يفصل بينهما إقليم الهند. ضم الجناح الغربي من باكستان ثلاث مقاطعات تحت حكم حاكم الدولة (هي: الحدود الشمالية الغربية والبنجاب الغربية والسند) ومقاطعة واحدة تحت إدارة مفوض عام (هي: بلوشستان) إلى جانب اتحاد ولايات بلوشستان وعدد من الولايات الأميرية المستقلة (وأبرزها: بهاولبور وشيترال ودير وهنزه وخيربور وسوات)، بالإضافة إلى إقليم العاصمة الفيدرالية كراتشي والمناطق القبلية الخاضعة للإدارة الاتحادية المجاورة لمقاطعة الحدود الشمالية الغربية. أما الجناح الشرقي من الدولة الجديدة، والذي عُرف بـشرق باكستان، فقد تألف من مقاطعة واحدة هي البنغال الشرقية (التي شملت أيضًا منطقة سلهت التابعة سابقًا لآسام ومنطقة تلال جاتجام).
شكل غرب باكستان الجناح السياسي المهيمن ضمن الاتحاد الباكستاني، على الرغم من أن شرق باكستان كان يشكل أكثر من نصف سكان البلاد. بالإضافة إلى أن الجناح الشرقي كان ممثلًا تمثيلًا ضعيفًا في الجمعية التأسيسية، الأمر الذي أدى إلى عدم التوازن الإداري بين الجناحين، وهو ما اعتُبر من الأسباب الرئيسية في تأخير اعتماد دستور دائم لباكستان. ومن أجل تقليص الفجوة بين المنطقتين، قررت حكومة الباكستان إعادة تنظيم البلاد في مقاطعتين إداريتين فقط بموجب سياسة الوحدة الواحدة التي أعلنها رئيس الوزراء الباكستاني آنذاك، تشودري محمد علي، في 22 نوفمبر عام 1954.
في عام 1970، قام رئيس باكستان، الجنرال يحيى خان، بإصدار سلسلة من الإصلاحات الإدارية والدستورية والعسكرية، والتي تم بموجبها تأسيس المجالس الإقليمية ومجلس الشورى، بالإضافة إلى تحديد الحدود الإدارية الحالية للأقاليم الأربعة الرسمية في باكستان. بتاريخ 1 يوليو عام 1970، تم إلغاء غرب باكستان بموجب أمر الإطار القانوني لعام 1970، والذي أنهى سياسة الوحدة الواحدة وأعاد إنشاء الأقاليم الأربعة. لم يؤثر هذا الأمر على شرق باكستان، حيث بقي محافظًا على وضعه الجغرافي السياسي كما حُدِّد عام 1955. في العام التالي، اندلعت حرب كبرى بين غرب باكستان والقوميين البنغاليين في شرق باكستان، الذين كان لهم عصابات عسكرية خاصة. بعد تدخل عسكري واسع النطاق من قِبَل الهند دعمًا للمقاتلين البنغاليين، وهزيمة القوات الباكستانية لاحقًا، انفصلت مقاطعة شرق باكستان عن اتحادها مع جمهورية باكستان الإسلامية، لتُعلَن كدولة جديدة باسم جمهورية بنغلاديش الشعبية.

## التاريخ السياسي

### الاستقلال بعد فترة الاستعمار البريطاني
في وقت تأسيس الدولة عام 1947، شارك الآباء المؤسسون لباكستان في مؤتمر لجنة الحدود، التي ترأسها سيريل رادكليف، والتي أُوكلت إليها مهمة التفاوض على الترتيبات وتقسيم المناطق وتحديد البنية السياسية المستقبلية لكل من باكستان والهند.
تكونت باكستان من منطقتين جغرافيتين منفصلتين، تفصل بينهما مسافة تُقدّر بـ1600 كيلومتر (1000 ميل) من الأراضي الهندية. تألفت الدولة الغربية من ثلاث مقاطعات تحت حكم الحاكم العام (وهي: الحدود الشمالية الغربية والبنجاب الغربية ومقاطعة السند) ومقاطعة واحدة تحت إدارة مفوض عام (هي: مقاطعة بلوشستان) واتحاد ولايات بلوشستان وعدد من الولايات الأميرية الأخرى (وأبرزها: بهاولبور وشيترال ودير وهونزا وخيربور وسوات)، بالإضافة إلى إقليم العاصمة الفيدرالية (حول كراتشي) والمناطق القبلية. أما الجناح الشرقي من الدولة الجديدة، والذي عُرف بـشرق باكستان، فقد تألف من مقاطعة واحدة هي البنغال الشرقية التي شملت أيضًا منطقة سلهت التابعة سابقًا لآسام ومنطقة تلال جاتجام.
واجه غرب باكستان مشكلات كبيرة متعلقة بالتقسيم، بما في ذلك التوترات العِرقية والإثنية وانعدام المعرفة والغموض بشأن ترسيم الحدود الدائمة. في المقابل، لم تواجه كل من شرق باكستان وبلوشستان ومقاطعة الحدود الشمالية الغربية صعوبات تُذكر، إلا أن جنوب إقليم البنجاب الباكستاني واجه مشكلات كبيرة استوجبت المعالجة. أما البنجاب الشرقية السابقة، فقد أُدمجت ضمن الإدارة الهندية وتم طرد ملايين المسلمين البنجابيين منها، ليحل محلهم سكان من الطائفتين السيخية والهندوسية، وبالعكس. انتشرت أعمال العنف الطائفي في عموم شبه القارة الهندية، ما زاد من تفاقم التحديات التي كان على الآباء المؤسسين لباكستان التعامل معها، خصوصًا فيما يتعلق بجهود إعادة التأهيل الاقتصادي.
شمل التقسيم أيضًا الموارد الطبيعية والصناعات، والبنية التحتية الاقتصادية والموارد البشرية والقوة العسكرية إذ حصلت الهند على الحصة الأكبر. احتفظت الهند ب 345 مليون نسمة (بنسبة 91%)، في حين بلغ عدد سكان باكستان 35 مليون نسمة فقط (بنسبة 9%). أما من حيث المساحة، فقد حصلت الهند على 78% من الأراضي، مقابل 22% لباكستان. تم توزيع القوات المسلحة بنسبة 64% للهند، و36% لباكستان. إلى جانب أن معظم الأصول العسكرية – من مستودعات الأسلحة والقواعد العسكرية – كانت تقع داخل الأراضي الهندية؛ أما المنشآت العسكرية المتبقية في باكستان فكانت في الغالب قديمة الطراز، واحتياطي الذخيرة فيها كان منخفضًا إلى درجة الخطر، إذ لم يكن يكفي لأكثر من أسبوع واحد. تم تشكيل أربع فرق عسكرية في غرب باكستان، مقابل فرقة واحدة فقط في شرق باكستان.